# إيجرتون رايت
إيجرتون رايت (بالإنجليزية: Egerton Wright)‏ (15 نوفمبر 1885 في المملكة المتحدة - 11 مايو 1918) هو لاعب كريكت بريطاني (وحمل سابقاً جنسية المملكة المتحدة لبريطانيا العظمى وأيرلندا). لعب مع نادي مقاطعة لانكشر للكريكت ‏ ونادي الكريكت في جامعة أكسفورد ‏.

## وصلات خارجية
- إيجرتون رايت على موقع إي آس بي آن كريك إنفو (الإنجليزية)